# Tylobolus fredricksoni
Tylobolus fredricksoni är en mångfotingart som först beskrevs av Ottis Robert Causey 1955.  Tylobolus fredricksoni ingår i släktet Tylobolus och familjen Spirobolidae. Inga underarter finns listade i Catalogue of Life.